# La Esmeralda, Zacatecas
La Esmeralda är en ort i Mexiko.   Den ligger i kommunen Pinos och delstaten Zacatecas, i den centrala delen av landet, 400 km nordväst om huvudstaden Mexico City. La Esmeralda ligger 2 133 meter över havet och antalet invånare är 162.
Terrängen runt La Esmeralda är kuperad åt nordväst, men åt sydost är den platt. Runt La Esmeralda är det ganska glesbefolkat, med 42 invånare per kvadratkilometer. Närmaste större samhälle är Pinos, 17,9 km väster om La Esmeralda. Trakten runt La Esmeralda består till största delen av jordbruksmark.